# OpenOffice.org Draw
OpenOffice Draw je open source vektorový grafický editor z kancelářského balíku OpenOffice.org. Dokumenty se z něj ukládají do formátu OpenDocument, ale umožňuje též export do řady formátů jako BMP, JPEG či PNG.